# Cap des Éléphants
Eléphants är en udde i Antarktis. Den ligger i Östantarktis. Frankrike gör anspråk på området.
Terrängen inåt land är platt åt sydost, men åt sydväst är den kuperad. Havet är nära Eléphants norrut. Trakten är glest befolkad. Närmaste befolkade plats är Dumont d'Urville Station, 0,33 kilometer väster om Eléphants. 